# تاریخ مکانیک کوانتومی

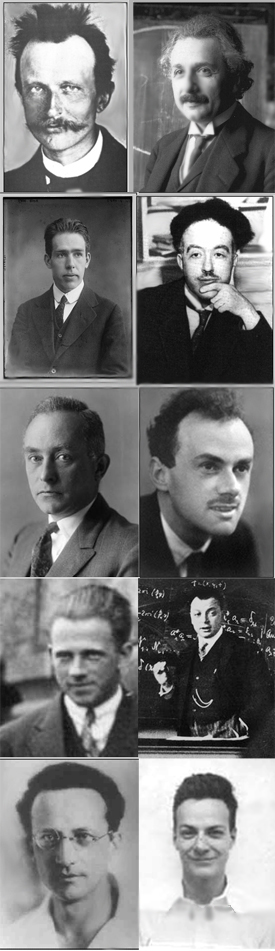
ده چهره تاثیرگذار در تاریخ مکانیک کوانتومی. از چپ به راست: ماکس پلانک، آلبرت اینشتین، نیلز بور، لویی دو بروی، ماکس بورن، پل دیراک، ورنر هایزنبرگ، ولفگانگ پاولی، اروین شرودینگر، ریچارد فاینمن

تاریخ مکانیک کوانتومی از بخش‌های بنیادی تاریخ فیزیک نوین است. تاریخچه مکانیک کوانتومی که با تاریخ شیمی کوانتومی در هم آمیخته‌است، اساساً با تعدادی کشف علمی آغاز شد: کشف پرتوهای کاتدی در سال ۱۸۳۸ توسط مایکل فاراده؛ اعلامیه زمستانی ۶۰-۱۸۵۹ مسئله تابش جسم سیاه توسط گوستاو کیرشهوف؛ پیشنهاد لودویگ بولتزمن در سال ۱۸۷۷ که حالتهای انرژی یک سامانه فیزیکی ممکن است گسسته باشند؛ کشف اثر فوتوالکتریک توسط هاینریش هرتز در سال ۱۸۸۷؛ و فرضیه کوانتومی ۱۹۰۰ ماکس پلانک که هر سامانه اتمی که انرژی تابش می‌کند را می‌توان از لحاظ نظری به شماری از عناصر انرژی گسسته ε (اپسیلون) تقسیم نمود، به گونه‌ای که هر یک از این عناصر انرژی متناسب بابسامد ν است که هر یک از آن‌ها تحت آن انرژی تابش می‌کنند که توسط فرمول زیر تعریف می‌شود:
{\displaystyle \epsilon =h\nu \,}
که h یک مقدار عددی به نام ثابت پلانک است.
سپس، آلبرت اینشتین در سال ‍۱۹۰۵ برای توضیح اثر فوتو الکتریک که پیشتر در سال ۱۸۸۷ توسط هاینریش هرتز گزارش شده‌بود، فرضیه‌ای سازگار با فرضیه کوانتومی ماکس پلانک ارائه داد که نور از ذرات کوانتومی منفردی تشکیل شده‌است که در سال ۱۹۲۶ توسط گیلبرت لوییس فوتون نامیده شدند. اثر فوتوالکتریک هنگام تابیدن نورهای با طول موج مشخص به مواد خاصی مانند فلزات مشاهده می‌شود که  اگر انرژی کوانتومی نور بزرگتر از تابع کار سطح فلز باشد، باعث بیرون راندن الکترون از آن مواد می‌شود
عبارت «مکانیک کوانتومی» توسط گروهی از فیزیکدان‌ها شامل ماکس بورن،ورنر هایزنبرگ وولفگانگ پاولی در دانشگاه گوتینگن در اوایل دهه ۱۹۲۰ به وجود آمد و نخستین بار در سال ۱۹۲۴ در مقاله او به زبان آلمانی با عنوان «Zur Quantenmechanik"» به‌کار رفت. در سال‌های پس از آن، این پایه نظری به تدریج درساختار شیمیایی، واکنش‌پذیری و تشکیل پیوند به کار گرفته‌شد.

## مرور کلی

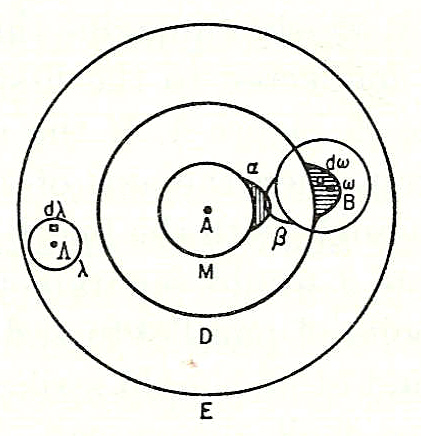
نمودار مولکول I2 لودویگ بولتزمن که در سال ۱۸۹۸ که منطقه حساس اتمی (α, β) همپوشانی را نشان می‌دهد.

لودویگ بولتزمن در سال ۱۸۷۷ پیشنهاد نمود که ترازهای انرژی یک سامانه فیزیکی مانند یک مولکول می‌توانند گسسته باشند. او در کنار ریاضیدانانی چون گوستاو وان اشریخ و امیل مولر، بنیانگذار جامعه ریاضی اتریش بود. استدلال بولتزمن برای وجود ترازهای انرژی گسسته در مولکول‌های مانند ید گازی ریشه در نظریه‌های وی در ترمودینامیک آماری ومکانیک آماری داشت و توسط بحث‌های ریاضی پشتیبانی می‌شد و شاید نتیجه همین بود که ۲۰ سال بعد، نخستین نظریه کوانتومی توسط ماکس پلانک مطرح شد.
در سال ‍۱۹۰۰، فیزیکدان آلمانی به نام ماکس پلانک با بی میلی ایده اینکه انرژی کوانتایی است را برای استخراج فرمولی جهت وابستگی مشاهده شده میان انرژی تابشی از جسم سیاه معرفی نمود که قانون پلانک نام گرفت و شامل یک توزیع بولتزمن بود. قانون پلانک  را می‌توان به صورت زیر توصیف نمود:
{\displaystyle I(\nu ,T)={\frac {2h\nu ^{3}}{c^{2}}}{\frac {1}{e^{\frac {h\nu }{kT}}-1}},} که:
 
(I(ν,T انرژی در واحد زمان (یا همان توان) تابش شده به ازای واحد مساحت سطح تابشی در جهت نرمال به ازای واحد زاویه فضایی به ازای واحد بسامد توسط یک جسم سیاه در دمای T است؛
علاوه براین کاربرد نظریه کوانتومی پلانک در مورد الکترون، به اشتفان پروکوپیو در سالهای ۱۹۱۱–۱۹۱۳ و پس از آن به نیلز بور در سال ۱۹۱۳ اجازه داد که گشتاور مغناطیسی الکترون را محاسبه کنند، که بعدها مگنتون نامیده شد؛ درپی آن، امکان محاسبات کوانتومی مشابه اما با مقادیر عددی کاملاً متفاوت برای گشتاور مغناطیسی پروتون و نوترون هم فراهم شد که به اندازه سه مرتبه بزرگی از گشتاور مغناطیسی الکترون کوچکتر هستند.
| اثر فوتوالکتریک                                         |  |
|                                                         |  |
| اثر فوتوالکتریک توسط هاینریش هرتز در سال ۱۸۸۷ گزارش شد, |  |
| و توسط آلبرت اینشتین در سال ۱۹۰۵ توضیح داده‌شد.          |  |
| پدیده کم‌انرژی: اثر فوتوالکتریک                          |  |
| پدیده با انرژی متوسط: پراش کامپتون                      |  |
| پدیده پرانرژی: جفت‌سازی                                  |  |

در سال ۱۹۰۵  اتینشتین پدیده فوتوالکتریک را به مطرح کردن این فرضیه توضیح داد که که نور، یا به صورت کلی‌تر امواج الکترومغناطیسی، را می‌توان به تعدادی متناهی از کوانتاهای انرژی تقسیم نمود که نقاطی محلی در فضا هستند. در مقدمه مقاله کوانتومی‌اش در مارس سال ۱۹۰۵ با نام «یک دیدگاه اکتشافی در باره انتشار و تغییرشکل نور» اینشتین چنین می‌نویسد:
 بنا بر پنداری که در اینجا مورد تفکر قرار می‌گیرد، وقتی نور از نقطه‌ای پخش می‌شود انرژی به طور پیوسته در فضاهای همیشه در حال افزایش توزیع نمی‌شود، بلکه شامل تعدادی متناهی از کوانتاهای انرژی می‌شود که در نقاطی در فضا محلی شده‌اند و بدون تجزیه‌شدن حرکت می‌کنند و تنها به صورت یک کل می‌توانند جذب یا تولید شوند.
این جملات را انقلابی‌ترین جملات نوشته‌شده توسط یک فیزیکدان در قرن بیستم نامیده‌اند. این کوانتاهای انرژی بعدها فوتون نامیده شدند، واژهای که توسط گیلبرت لوییس در سال ۱۹۲۶ ابداع شد. این ایده که هر فوتون از انرژی بر حسب کوانتا تشکیل شده‌است، دستاورد قابل توجهی بود؛ این ایده باعث حل مسئله تابش جسم سیاه حامل انرژی بی‌نمهایت شد که اگر نور را تنها دارای ماهیت موجی بدانیم، مطرح می‌شود. در سال ۱۹۱۳ بور خطوط طیفی هیدروژن را دوباره با استفاده از کوانتیزه‌سازی، در مقاله‌اش با عنوان «درباره ساختار اتم‌ها و مولکول‌ها»، توضیح داد.
این نظریه‌ها اگرچه موفق بودند، تنها شکل پدیده‌شناسی داشتند : در این دوران هیچ توجیه محکمی برای کوانتیزه کردن وجود نداشت، به‌جز شاید بحث نظریه پلانک توسط آنری پوانکاره مقاله‌ای که در سال ۱۹۱۲ منتشر نمود.
مجموعه این نظریه‌ها با نام نظریه کوانتومی قدیمی نامیده می‌شوند.
عبارت «فیزیک کوانتومی» نخستین بار در مقاله جانستون در سال ۱۹۳۱ با عنوان «جهان پلانک از منظر فیزیک مدرن» به‌کار رفت.

با کاهش دما ، قله منحنی تابش جسم سیاه به سمت طول موج‌های بلندتر کشیده می‌شود و شدت‌های کمتری نیز دارد. منحنی تابش جسم سیاه (۱۸۶۲) در سمت چپ، با مدل حد کلاسیک جان ویلیام استرات و جینز (۱۹۰۰) که در سمت راست آمده، مقایسه شدده است.

در سال ‍۱۹۲۳، فیزیکدان فرانسوی، لویی دو بروی، نظریه موج مادی را مطرح نمود و اینگونه بیان نمود که ذرات می‌توانند از خود ویژگی‌های موجی نشان دهند و بالعکس. این نظریه مربوط به یک تک‌ذره بود و از نسبیت خاص نتیجه می‌شد. برپایه دیدگاه دو بروی، مکانیک کوانتومی نوین در سال ۱۹۲۵،  هنگامی متولد شد که ورنر هایزنبرگ،ماکس بورن و پاسکوال جردن
مکانیک ماتریسی را پدید آوردند و فیزیکدان اتریشی، اروین شرودینگر مکانیک موجی را ابداع نمود و معادله غیر نسبیتی شرودینگر به صورت تقریبی تعمیم‌یافته نظریه دو بروی بود. شرودینگر در پی آن نشان داد که هر دو دیدگاه معادل هم هستند.
هایزنبرگ اصل عدم قطعیت خود را در سال ۱۹۲۷ فرمول‌بندی نمود و تفسیر کپنهاگی نیز در همان زمان شروع به شکل‌گیری نموده‌بود. از حدود سال ۱۹۲۷، پل دیراک فرایند یکپارچه‌سازی مکانیک کوانتومی با نسبیت خاص را با پیشنهاد دادن معادله دیراک برای الکترون آغاز نمود. معادله دیراک توصیفی نسبیتی  برای تابع موج یک الکترون ارائه می‌کند. این معادله وجود اسپین الکترون را پیش‌بینی می‌کند و منجر به این شد که پل دیراک وجود پوزیترون را پیش‌بینی کند. او همچنین در استفاده از نظریه عملگر در نشان‌گذاری برا-کت پیشرو بود و در کتابش در سال ۱۹۳۰ آن را منتشر نمود. در طول همان دوران، دانشمند مجارستانی به نام جان فون نیومن پایه ریاضیاتی قدرتمندی برای مکانیک کوانتومی  به عنوان عملگرهای خطی در فضاهای هیلبرت فرمول‌بندی نمود.
والتر هایتلر و فریتس لندن که پژوهشی در مورد پیوند کووالانسی مولکول هیدروژن در سال ۱۹۲۷ منتشر نمودند، پیشروان شاخه شیمی کوانتومی  هستند. پس از آن شیمی کوانتومی توسط بسیاری دیگر از جمله شیمی‌دان نظری آمریکایی، لینوس پاولینگ در مؤسسه فناوری کالیفرنیا و جان سی اسلتر گسترش یافت و نظریه‌هایی مانند اوربیتال مولکولی یا نظریه ظرفیت مطرح شدند.
با شروع از سال ۱۹۲۷، پژوهشگران اقدام به تلاش‌هایی جهت به‌کاربردن مکانیک کوانتومی در مورد میدان‌ها به جای ذرات نمودند که به نظریه‌های میدان‌های کوانتومی منتهی سد. نخستین تلاشگران در این زمینه پل دیراک، ولفگانگ پاولی، ویکتور وایسکاپف و پاسکوال جردن بودند. این ناحیه پژوهشی زمینه را برای شکل‌کیری فرمول‌بندی الکترودینامیک کوانتومی توسط ریچارد فاینمن، سین‌ایترو تومونوجا، فریمن دایسون و  جولیان شوینگر در خلال دهه ۱۹۴۰ فراهم نمود. الکترودینامیک کوانتومی نظریه‌ای کوانتومی برای الکترون‌ها، پوزیترون‌ها و میدان الکترومغنناطیسی است و به عنوان مدلی برای نظریه‌های میدان‌های کوانتومی پیامد آن هستند.

دیاگرام فاینمن از تابش گلوئون در کرومودینامیک کوانتومی

نظریه کرومودینامیک کوانتومی در اوایل دهه ۱۹۶۰ فرمول‌بندی شد. این نظریه به شکلی که امروزه می‌شناسیم، توسط دیوید پولیتزر، دیوید گراس  و فرانک ویلچک در سال ۱۹۷۵ فرمول‌بندی شد.
برپایه کارهای جولیان شوینگر، پیتر هیگز و جفری گلداستون، فیزیکدانانی به نام‌های شلدون لی گلاشو، استیون واینبرگ و عبدالسلام به‌طور جداگانه نشان دادند که نیروی هسته‌ای ضعیف و الکترودینامیک کوانتومی  را می‌توان باهم در یک نیرو به نام نیروی الکتروضعیف ادغام نمود و به همین دلیل موفق به کسب جایزه نوبل فیزیک در سال ۱۹۷۹ شدند.